# KK Spartak Subotica
Košarkaški klub Spartak je muški profesionalni košarkaški klub sa sjedištem u Subotici. Trenutno se natječe u Košarkaškoj ligi Srbije i ABA ligi.

## Povijest
Klub je osnovan 1945. godine i dobio je ime po Jovanu Mikiću Spartaku, olimpijskom sportašu iz Subotice, koji je poginuo 1944. godine.
Nakon što su završili na 7. mjestu u otkazanoj sezoni Druge košarkaške lige Srbije (2. rang), klub nije ispunio uvjete lige te je ispao u 4. rang – Drugu regionalnu ligu za sezonu 2020./21.
U kolovozu 2021. Košarkaški savez Srbije potvrdio je odvajanje KK Fair Playa i njihovo spajanje sa Spartakom. Klub je zauzeo mjesto Fair Playu za sezonu 2021./22. Druge srpske lige.

## Trofeji
- Druga liga Srbije (2. rang)
  - Prvak (1): 2021./22.
- Liga kup Srbije (2. rang)
  - Osvajač (1): 2022./23.
- Jugoslavenski kup
  - Finalist (1): 1994./95.

### Regionalna natjecanja
- Druga ABA liga

Prvak (1): 2023./24.